# Władysław Jan Grabski

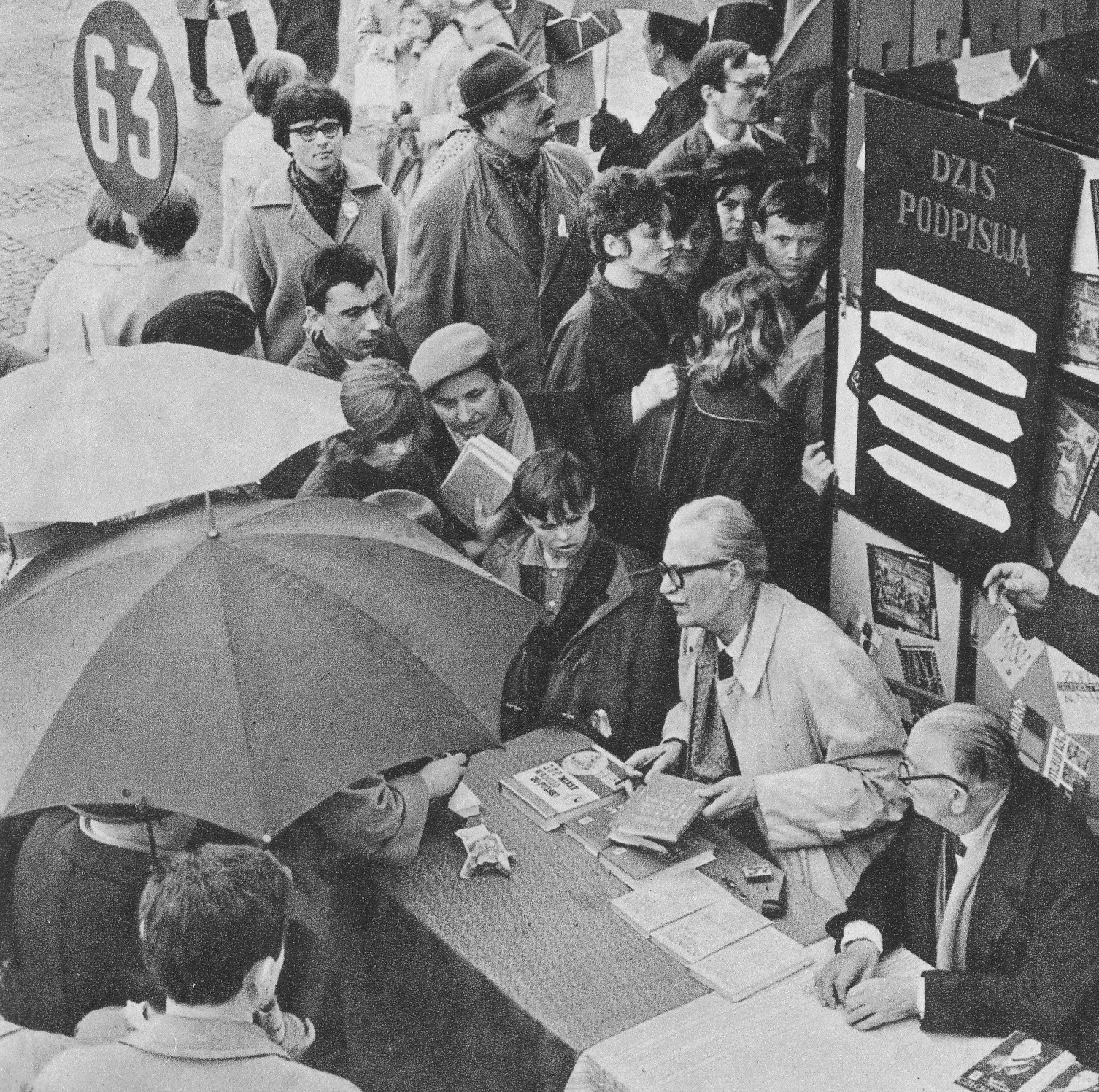
Władysław Jan Grabski podpisujący swoje książki na kiermaszu w Warszawie w latach 60.

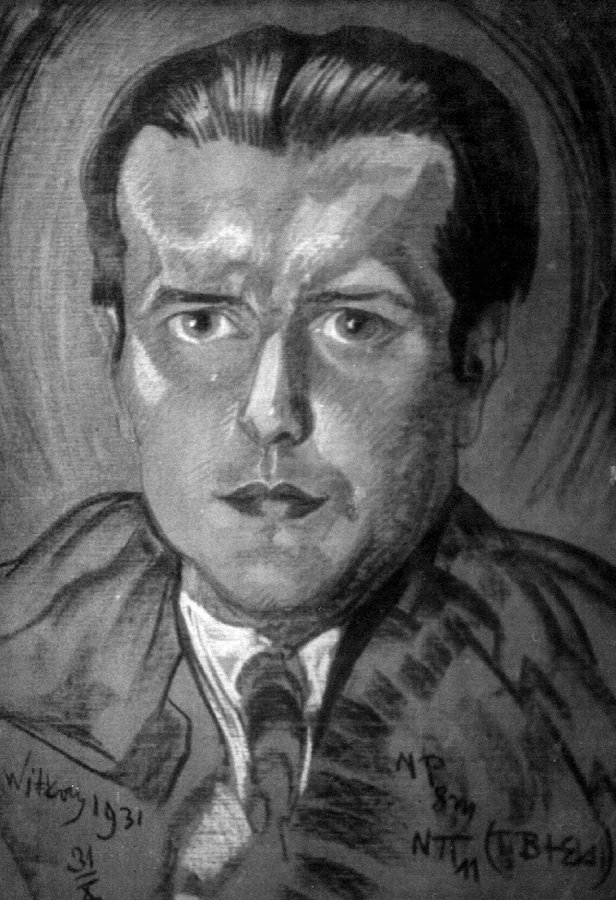
Portret Władysława Jana Grabskiego autorstwa Witkacego

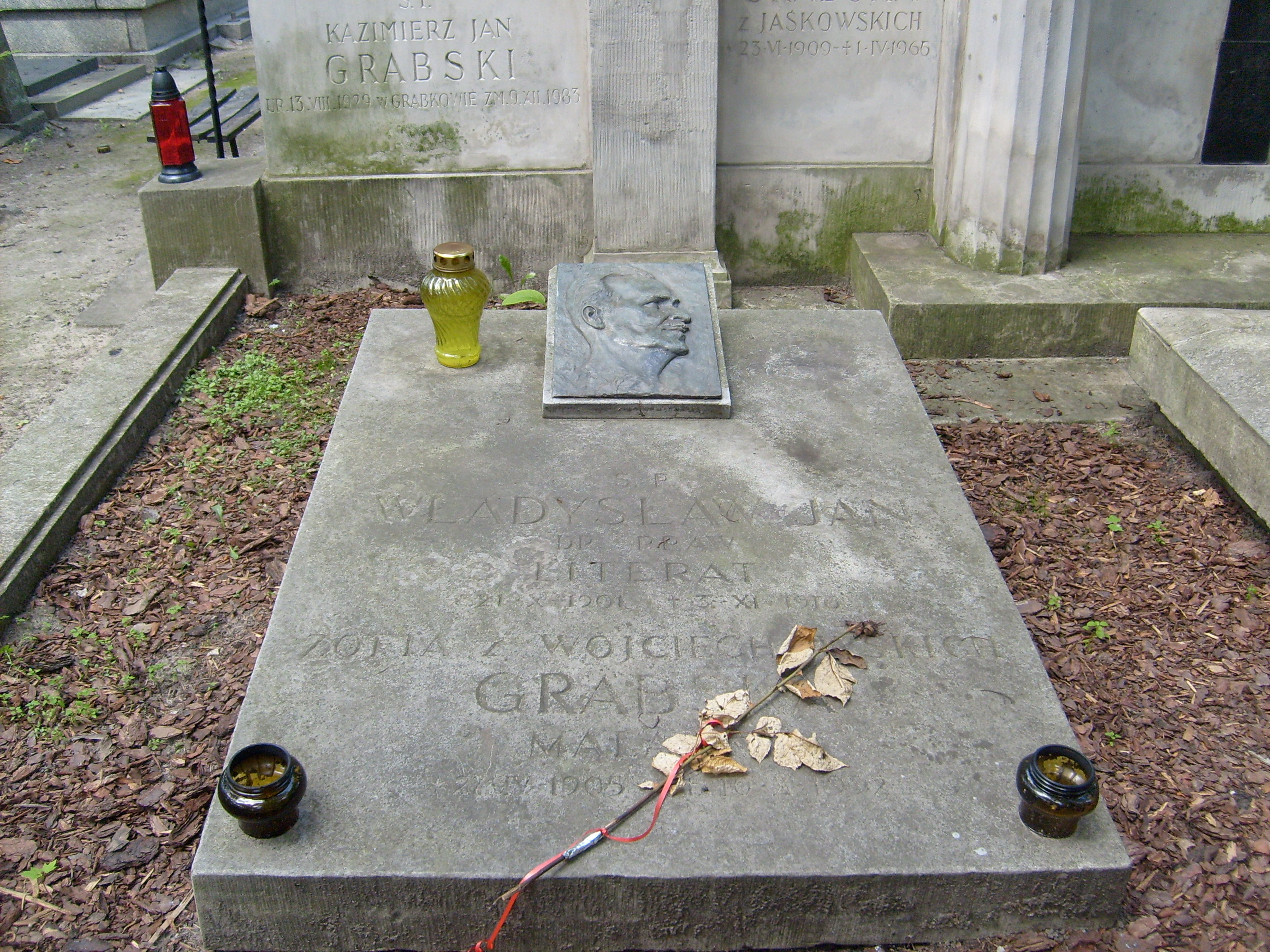
Grób pisarza na cmentarzu Powązkowskim w Warszawie

Władysław Jan Grabski (ur. 21 października 1901 w Warszawie,  zm. 3 listopada 1970 tamże) – polski pisarz, publicysta i poeta. Jego twórczość jest osadzona w nurcie katolickim. Pisał zarówno powieści historyczne związane z historią Polski  jak też powieści o tematyce współczesnej.

## Życiorys
Był synem Władysława Grabskiego, ministra i premiera RP, oraz Katarzyny zd. Lewandowskiej. Dzieciństwo, opisane w autobiograficznej powieści Blizny dzieciństwa spędził w Borowie oraz Petersburgu. W latach 1912–1914 uczęszczał do Gimnazjum Konopczyńskiego. Po wybuchu I wojny światowej wyjechał z rodzicami do Petersburga, gdzie uczył się w Gimnazjum św. Katarzyny, z półroczną przerwą, gdy  po wybuchu rewolucji w połowie 1917 wraz z matką i rodzeństwem przenieśli się do spokojniejszej Teodozji na Krymie. W kwietniu 1918, po zawarciu traktatu brzeskiego, cała rodzina powróciła do Warszawy. W 1920 zdał maturę w gimnazjum Adama Mickiewicza.
W lipcu tegoż roku zgłosił się do Armii Ochotniczej, służył w 24 Pułku Ułanów i brał udział w działaniach na Litwie Środkowej. Po demobilizacji (25 listopada 1920) podjął studia na Wydziale Prawa Uniwersytetu Warszawskiego. Po uzyskaniu dyplomu w 1924 wyjechał na Sorbonę, gdzie studiował historię doktryn ekonomicznych, a także historię średniowiecza, po czym powrócił na UW (seminarium prof. Kostaneckiego) i uzyskał doktorat (1927) za pracę o Karolu Fourierze. Ponieważ ojciec przekazał mu część swojego majątku Grabkowo k. Warszawy, wiosną 1927 odbył kilkumiesięczne praktyki ogrodnicze, m.in. u prof. Jeana Dybowskiego w Puławach.
W listopadzie 1927, poślubił Zofię Wojciechowską – malarkę, córkę Marii i Stanisława Wojciechowskich. Po ślubie osiedlili się w wybudowanym dla nich przez Władysława Grabskiego domu w Grabkowie, gdzie mieszkali do śmierci. W latach 1927–1929 Grabski pracował w Biurze Ekonomicznym Banku Polskiego. W roku 1929 wykryto u niego zaawansowaną gruźlicę płuc. Po długotrwałym leczeniu w sanatoriach w Zakopanem, Lesie Wiedeńskim i Davos powrócił do Grabkowa, jednak następstwa choroby miały towarzyszyć mu do końca życia. Od tego czasu poświęcił się pisarstwu i publicystyce.
Związał się z ruchem narodowym. Uprawiał publicystykę w czasopismach: dzienniku „ABC” i tygodniku artystyczno-literackim „Prosto z Mostu” redagowanych przez działacza narodowego i dziennikarza Stanisława Piaseckiego, z którym był zaprzyjaźniony. Za jego pośrednictwem nawiązał kontakt z Bolesławem Piaseckim i powstającą ONR-Falangą. Znalazł się wśród osób, które podpisały w 1937 Zasady programu narodowo-radykalnego, ale wkrótce zniechęcił się w następstwie związania się tego ruchu z sanacyjnym OZONem, a także ich radykalnym antysemityzmem, czemu dał wyraz publikując w 1937 wiersz pod tytułem Pogrom w Zwichlu w żydowskim „Dzienniku Łódzkim”.
Od 1938 był członkiem Związku Zawodowego Literatów Polskich.
W tym czasie prowadził rozpoczęte w Paryżu studia nad historią słowiańszczyzny zachodniej w czasach początków Polski oraz nad średniowieczem, które wykorzystał w swojej późniejszej twórczości.
W kampanii wrześniowej uczestniczył jako ochotnik w Pułku Zbornym Chełm, brał udział w bitwie pod Tarnawatką. Wraz ze swoim pułkiem został otoczony przez Armię Czerwoną pod Kamionką Strumiłłową nad Bugiem. Do Grabkowa udało mu się powrócić 17 października – po zdjęciu munduru. Podczas okupacji był członkiem konspiracji (AK), ukrywał też Żydów. Wojnę przeżył wraz z rodziną w Grabkowie.
W marcu 1945 został namówiony przez Edwarda Ochaba, który był wówczas pełnomocnikiem rządu dla Ziem Odzyskanych, by został jego doradcą naukowym. Pracę tę, która na życzenie Grabskiego nie była związana z wynagrodzeniem, kontynuował w nowo utworzonym Ministerstwie Ziem Odzyskanych. Napisał rozdawaną przesiedleńcom broszurę Polska nad Odrą, Nysą i Pasłęką (1945) oraz przygotował informator historyczny dziejów miast ziem zachodnich pt. 200 miast wraca do Polski (1947), w czym pomagał autorowi teść, Stanisław Wojciechowski.
W 1948 opuścił ministerstwo w proteście przeciw stanowisku reprezentowanym przez władze wobec tzw. „autochtonów”. Kardynał August Hlond powołał go w skład Rady Prymasowskiej dla Odbudowy Kościołów Warszawy, gdzie prowadził sekcję propagandy i napisał tekst do albumu Kościoły Warszawy w Odbudowie, który jednak uzyskał zezwolenie cenzury na druk dopiero w 1956. Publikował również w „Tygodniku Warszawskim” i „Tygodniku Powszechnym”.
Od końca 1950 zaczął obowiązywać wobec niego "zapis” cenzury, co w praktyce pozbawiło go możliwości publikowania. Szykany obejmowały również synów. W czerwcu 1955 sąd koleżeński Związku Literatów Polskich skreślił go z listy członków, za napisanie nieopublikowanej Katolickiej Ballady, powstałej pod wrażeniem śmierci Konstantego Gałczyńskiego, z którym przyjaźnił się od czasów współpracy z „Prosto z Mostu”. W uzasadnieniu orzeczenia stwierdzono, że atmosfera ideowa utworu jest „głęboko sprzeczna z humanistycznymi ideami” obowiązującymi w ZLP i „działa na rzecz naruszenia patriotycznej jedności naszego narodu”. Obawiając się rewizji w domu, zniszczył wtedy kilka rękopisów, w tym większą część ukończonej już powieści Kaleki boże. Jej pozostały fragment opublikował w roku 1961 w opowiadaniu Tartak ruszył. Proces stanowił dla Grabskiego silny wstrząs, ślady tego odnaleźć można we wstępie do Blizn dzieciństwa oraz w wierszu Do przyjaciela Ballady, zamieszczonym w tomiku poezji Świat na podarunek (1958).
W pół roku po procesie odnowiły się następstwa gruźlicy. W czasie jego kilkumiesięcznego pobytu w szpitalu klimat polityczny w Polsce zaczął się zmieniać i w czerwcu 1956 roku Plenum ZLP reaktywowało go w prawach członka (jednak nie doczekał się rehabilitacji). Podczas pierwszej po przerwie bytności w Związku, we wrześniu 1956, na zebraniu wyborczym delegatów upominał się o uwięzionego Prymasa Stefana Wyszyńskiego. Później pełnił pewne funkcje w Zarządzie Związku. Był też aktywnym członkiem PEN Clubu.
Po 1956 nawiązał współpracę ze środowiskiem Instytutu Wydawniczego PAX (nie był jednak członkiem Stowarzyszenia PAX), w którym publikował swoje kolejne książki. Był pierwszym prezesem związanego z wydawnictwem klubu literackiego Krąg. Pisywał dla wydawanego przez PAX tygodnika „Kierunki” oraz „Wrocławskiego Tygodnika Katolików”.
W 1967 nastąpiło kolejne odnowienie choroby i ostateczne wyłączenie z życia publicznego. Po dwuletnim pobycie w szpitalu powrócił na rok do domu i kończył pracę nad Bliznami dzieciństwa (1971). W sierpniu 1970 został przewieziony ponownie do szpitala, gdzie zmarł 3 listopada.

## Twórczość
Zadebiutował w 1923 tomikiem poetyckim „Rosja. Obrazy i myśli wierszem” powstałym pod wpływem przeżyć  autora w czasie rewolucji bolszewickiej. Podczas pobytu we Francji wydał przez Polskie Towarzystwo Przyjaciół Książki w Paryżu tomik sonetów "Trzy wieńce". Część nakładu ukazała się w numerowanej edycji bibliofilskiej ilustrowanej miedziorytami podpisanymi przez ich  autorów: W. Zawadowskiego, F.Prochaski i K. Brandla.
Pierwsza powieść, Bracia, która zapoczątkowywała trzytomowy cykl, przedstawiający krytycznie sytuację polityczną w Polsce w okresie od zabójstwa prezydenta Narutowicza do czasu po przewrocie majowym. Najpierw ukazała się w odcinkach, często konfiskowanych przez cenzurę, w narodowym dzienniku „ABC” (1933), a późniejsze (1934) wydanie książkowe Towarzystwo Wydawnicze „Rój” również było przez cenzurę „ozdobione” białymi stronami. Między innymi wycięto tekst opisujący spotkanie prezydenta Stanisława Wojciechowskiego z Józefem Piłsudskim na moście Poniatowskiego podczas zamachu majowego w 1926 roku. Dalszych tomów cyklu Rój nie chciał wydać z powodów politycznych, podjęła się tego jednak poznańska Drukarnia i Księgarnia św. Wojciecha. W 1935 ukazało się w tym samym wydawnictwie Kłamstwo, a w następnym roku ostatni tom cyklu Na krawędzi. Napisał również kilka powieści w odcinkach pod pseudonimami, w tym w „Dzienniku Poznańskim” kryminał Krwawe ślady, a pod własnym nazwiskiem w „Kurierze Poznańskim” Rdzę życia, której jednak nie wydał później w formie książkowej, ze względu na występujące w niej, a w międzyczasie porzucone akcenty antysemickie.
W latach 1937–1938 porzucił tematykę polityczną, a w jego twórczości nastąpił zasadniczy zwrot w kierunku uniwersalistycznie pojmowanego chrześcijaństwa. Otwierała go powieść W cieniu kolegiaty (1939) która, wielokrotnie wznawiana po wojnie, stała się pozycją reprezentatywną dla polskiej literatury katolickiej. Podczas okupacji napisał historyczną opowieść Saga o Jarlu Broniszu wydaną po wojnie w Poznaniu przez Wielkopolską Księgarnię Wydawniczą w trzech tomach: Zrękowiny w Uppsali (1946), Śladem Wikingów oraz Rok tysiączny (1947). W czasie wojny rozpoczął też pracę nad Konfesjonałem (1948), stanowiącym kontynuacje wątku W cieniu kolegiaty. Następna powieść historyczna Rapsodia świdnicka, osadzona w drugiej połowie XIV w., w okresie zmierzchu dominowania wpływów polskich na Dolnym Śląsku, została ukończona w 1953, ale zezwolenie cenzury na publikację uzyskała dopiero pod koniec 1955 (i ukazała się w Wydawnictwie Pallottinum w Poznaniu). Ilustracje do tej książki wykonała żona Zofia Wojciechowska-Grabska.
Książki powstałe po 1956 Grabski publikował w Wydawnictwie PAX (Warszawa). Pierwszą pozycję stanowił zbiór poezji Świat na podarunek (1958). Przygotował nowe, poprawione wydanie Trzysta miast wróciło do Polski (1960), oraz niewielkie opowiadanie Tartak ruszył (1961). Następne ukazały się trzy współczesne powieści: Poufny dziennik Dominika Pola (1963), Moguncka noc (1966) oraz Ślepy start (1966). Ostatnią jego książką są Blizny dzieciństwa, autobiograficzna opowieść doprowadzona do wybuchu I wojny światowej, która ukazała się w 1971, kilka miesięcy po śmierci autora. Kolejnego jej tomu nie zdążył napisać.
Był zamiłowanym bibliofilem, a także zapalonym fotografikiem (m.in. cykl portretów Witkacego).
W 1947 otrzymał nagrodę czytelników miesięcznika Odra, a w 1949 nagrodę literacką Episkopatu Polskiego. Otrzymał też literacką nagrodę im. Pietrzaka (1956 i 1963) oraz Nagrodę Ministra Kultury i Sztuki II stopnia (1965). Odznaczony Krzyżem Kawalerskim Orderu Odrodzenia Polski (1969).

## Życie prywatne
Ze swoją żoną miał czworo dzieci: Kazimierza (1929–1983), Macieja Władysława (1934–2016), Agnieszkę (1937–2009) i Michała (1941–1986). Władysław Jan i Zofia Grabscy zostali pochowani na warszawskich Powązkach (kwatera 89-3/4-30/31).

## Upamiętnienie
Imię Władysława Jana Grabskiego nosi „Biblioteka Publiczna im. W. J. Grabskiego w Dzielnicy Ursus m. st. Warszawy”.